# Fideicomiso

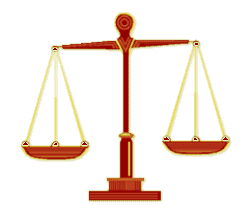
Escala de justicia

Un '''fideicomiso''' o '''fidecomiso''' (del latín ''fideicommissum'', derivado de ''fides'' = fe y ''commissum'' = encargo), también conocido como '''fondo fiduciario''', es un contrato mediante el cual una o más personas (fideicomitentes o fiduciantes) transfieren bienes, derechos o sumas de dinero, presentes o futuros, a otra persona (fiduciario), quien los administra o invierte en beneficio propio o de un tercero denominado beneficiario.
La titularidad de los bienes queda sujeta al cumplimiento de un plazo o condición establecidos en el contrato, y el fiduciario debe cumplir con esa finalidad. Una vez perfeccionado el fideicomiso, ninguna de las partes conserva la propiedad plena del bien, que se considera separado del patrimonio personal de los intervinientes.

## Historia del fideicomiso
El origen del fideicomiso moderno se encuentra en la fiducia o fidecommissum del Derecho romano, una institución creada en el marco del derecho sucesorio y al amparo de una pieza clave del modelo, la relación de confianza. Así, el fideicomitente encargaba al fiduciario la entrega de un patrimonio hereditario concreto a una persona, esto es, al fideicomisario. Para constituir un fideicomiso no existió, en principio, requisito alguno de forma: bastaba la voluntad del fideicomitente y la aceptación del fiduciario. Si la relación de confianza se quebraba, el fideicomitente podía revocar el fideicomiso en cualquier momento. Como inconveniente, si el fiduciario hacía mal uso sobre el patrimonio, resultaba muy difícil a las partes reclamar. Con la llegada del Imperio, se trató de solventar este último problema creando una jurisdicción especial de pretores fideicomisarios encargados de velar por el cumplimiento preciso de la voluntad de los fideicomitentes. Con el tiempo, la figura del fideicomiso decayó y prácticamente se asimiló a los legados, aunque los fideicomisos siguieron ajenos al testamento, mientras que el legado debía constar en él.

## Cómo y para qué sirve el fideicomiso
El fideicomiso sirve de marco y sustento jurídico para la asignación de beneficios económicos derivados de la propiedad de ciertos bienes, conforme a la voluntad de su dueño y con efectos hacia el futuro. Es un modo de disposición de la propiedad que "ata" los bienes a un destino determinado, en interés de personas distintas de aquella que recibe la propiedad.
Su interés práctico deriva precisamente de tres atributos:
1. Los bienes en cuestión son enajenados por su dueño, quien los transfiere "a título fiduciario". No es lo mismo que la transmisión de la propiedad a título oneroso o gratuito, pero se trata de un acto de disposición del titular. La transferencia "a título fiduciario" rodea a los bienes de inmunidad respecto de los acreedores de quien los recibe, así como de los acreedores del dueño original y de los destinatarios finales de los bienes. Los bienes quedan amparados por un régimen de administración conforme a su naturaleza y al destino previsto.
2. El fideicomiso sirve para instrumentar donaciones en vida del instituyente y también para establecer disposiciones de última voluntad o a instituciones de beneficencia y entidades de bien público que aprovechan el beneficio para su objeto específico.
3. El fideicomiso sirve para articular las relaciones de índole comercial que deseen crear entre sí, el dueño original de los bienes y sus contrapartes en un negocio; el fideicomiso cobija con igual facilidad tanto operaciones individuales promovidas por empresas constructoras de edificios y viviendas, como grandes fondos de inversión con multitud de participantes.

El contrato de fideicomiso puede ser esquematizado como un triángulo equilátero donde la base es la relación entre el dueño de los bienes (fiduciante) y las personas a las cuales ha elegido como destinatarias de los mismos (beneficiarios).

## Partes
Técnicamente, el contrato de fideicomiso se da entre dos partes (llamadas partes stricto sensu): 'fideicomitente/fiduciante' - 'fideicomitido/fiduciario'; aunque la relación fiduciaria se da entre cuatro sujetos: los antes mencionados más el beneficiario (que puede o no existir) y el fideicomisario.
El fiduciante decide disponer de ellos a favor de un fiduciario, para cumplir un fin determinado, el primer paso generalmente es dado por el fiduciante, quien busca o elige un fiduciario en vista a pactar con él las condiciones de un acuerdo que puede tener extensas proyecciones en el tiempo.
El rol del fiduciante, como impulsor de los actos que han de llevar a la constitución del fideicomiso, consiste en: 
- La designación del fiduciario, en virtud de la confianza que se deposita en él
- La decisión de desposeerse de ciertos bienes de su propiedad y transferirlos al fiduciario
- La especificación de los fines para los cuales es instituido el fideicomiso y, en particular, el nombramiento de los beneficiarios en interés de quienes habrá de actuar el fiduciario.

El fiduciante o fideicomitente es la parte que transfiere a otra bienes determinados, es el promotor e impulsor del fideicomiso y aporta la dotación de bienes que le confieren sustancia. Tiene que poseer el dominio pleno de los bienes dados en fideicomiso.
El fiduciario es la parte a quien se transfieren los bienes, y que está obligada a administrarlos con la prudencia y diligencia propias de una buena persona de negocios (administrar lo ajeno como propio), que actúa sobre la base de la confianza depositada en él. Puede ser cualquier persona física o jurídica. En México el fiduciario debe ser una persona moral autorizada para ser fiduciaria en los términos de la Ley de Instituciones de Crédito dictada en 1932.
Es importante destacar la presencia de entes de existencia ideal, generalmente organizados como sociedades anónimas, que se dedican a la tarea de fiduciarios con carácter profesional, cuentan con personal capacitado, sistemas administrativos, resguardos de confidencialidad y mecanismos de control interno que les permiten asumir la tarea del fiduciario en múltiples casos simultáneamente y por periodos de extensa duración.
El beneficiario es la persona en cuyo beneficio se ha instituido el fideicomiso (puede o no existir), sin ser el destinatario final de los bienes. Pueden ser una o varias personas físicas o jurídicas.
El concepto de "determinabilidad" de los beneficiarios es suficientemente elástico como para servir los propósitos del fiduciante, aun si los objetivos del contrato abarcan un grupo o una clase de personas.
La aceptación del beneficiario se explica porque nadie está obligado a conformar una situación jurídica contra su voluntad; la aceptación del beneficiario es el elemento que cierra el circuito del fideicomiso entre aquel y el fiduciario, a tenor de las disposiciones del fiduciante.           
El fideicomisario es el destinatario final o natural de los bienes fideicomitidos. Normalmente, el beneficiario y el fideicomisario son una misma persona. Pero puede ocurrir que no sea la misma persona, puede ser un tercero o el propio fiduciante.   

### Concepto legal
Siguiendo la doctrina del doctor Lacruz Verdejo:
"Entre nosotros, la doctrina es dominante y define la sustitución fideicomisaria repitiendo la letra del art. 781 CC español, como aquella 'en cuya virtud el testador encarga al heredero que conserve y transmita a un tercero el todo o la parte de la herencia.'"
Mas el citado texto comete la impropiedad de hablar de encargo cuando se trata de un gravamen impuesto al fiduciario de modo absoluto, y también emplea inexactamente la expresión transmitir, porque el fiduciario no transmite los bienes al fideicomisario, sino que es la misma ley la que resuelve la titularidad y la atribuye automáticamente al segundo heredero, y queda al primero (o a sus sucesores) el deber de entregar materialmente bienes que pertenecen ya a otra persona, al menos en la mayor parte de los casos.   
Estas impropiedades del artículo 781 son recuerdo de un instituto romano que se halla en el origen de la sustitución: el fideicomiso, encargo que hace un testador al nombrado heredero de que entregue enseguida la herencia a un tercero, que no es llamado como sucesor pero que va a recibir el beneficio. El heredero (fiduciario) es una especie de pantalla o monitor, un simple intermediario entre el causante y aquel a quien favorece realmente la libertad (fideicomisario).
Fideicomiso Mercantil: El fideicomitente transmite a una institución fiduciaria  la propiedad o la titularidad de uno o más bienes o derechos según sea el caso para ser destinados a fines lícitos y determinados encomendados la creación de dichos fines a la propia institución fiduciaria.

## Tipos de fideicomiso
- Fideicomisos en garantía: Es el fideicomiso que se constituye como garantía del cumplimiento de obligaciones del fideicomitente o de una tercera persona. Por ejemplo, el fideicomitente transfiere un bien inmueble de su propiedad a un patrimonio fideicometido para garantizar el cumplimiento de su obligación de pagar las cuotas de un préstamo frente a un banco (fideicomisario). En caso de que el fideicomitente incumpla dichas obligaciones de pago, el banco podría solicitar al fiduciario que ejecute el patrimonio fideicometido. Esto significa que el fiduciario, por instrucción del banco, puede iniciar un proceso de venta del bien inmueble a fin de obtener el dinero necesario para cubrir la deuda impaga del fideicomitente. Si luego de cubrir la deuda frente al banco, existiera un monto restante, este sería entregado al fideicomitente.[2]
- Fideicomisos de titulización: La particularidad de este tipo de fideicomiso es que sirve de respaldo de los derechos subyacentes a valores mobiliarios. El fideicomitente transfiere ciertos bienes y derechos a un patrimonio fideicometido y, con cargo a tales bienes y derechos, el fiduciario emite valores mobiliarios (por ejemplo, bonos). En este caso, el fiduciario es denominado “sociedad titulizadora” y es una sociedad especializada en constituir este tipo de fideicomisos. Los fideicomisarios son las personas que suscriben los valores mobiliarios emitidos por la sociedad titulizadora (por ejemplo, los bonistas), pues en caso el fideicomitente incumpla con las obligaciones de pago frente a ellos, pueden solicitar que se vendan los bienes fideicometidos y de este modo cobrarse los importes no pagados.[2]
- Fideicomisos para encargos específicos: para un contrato específico
- Fideicomisos de fomento: para el fomento de la garantía
- Fidecomisos en que los fideicomisarios no están específicamente designados: sino que son grupos sociales en los que el Estado cree tener el deber de intervenir para resolver problemas de desarrollo.
- Fideicomisos de Caridad
- Los fideicomisos en que los fideicomisarios son otras entidades del gobierno federal.
- Fideicomisos en los que los fideicomisarios es el propio fideicomitente

## Fines
Los fines más comunes de los fideicomisos son:
- Propiedad de los empleados: Las acciones de una empresa pueden ser mantenidas por el fideicomisario de un fideicomiso de empleados, a menudo indefinidamente, como parte de la propiedad de los empleados de esa empresa.[3]
- Tenencia de acciones por parte de los empleados: Las acciones de una empresa pueden estar en manos del fideicomisario de un fideicomiso de empleados como parte de un plan de acciones u opciones sobre acciones para empleados.
- Privacidad: Los fideicomisos pueden crearse exclusivamente para proteger la intimidad. Los términos de un testamento son públicos en ciertas jurisdicciones, mientras que los términos de un fideicomiso no lo son.
- Cláusulas de despilfarro: Los fideicomisos pueden utilizarse para proteger a los beneficiarios (por ejemplo, los hijos) de su propia incapacidad para manejar el dinero. Son especialmente atractivos para contener a los despilfarradores. Los tribunales suelen reconocer las cláusulas de despilfarro contra los beneficiarios del fideicomiso y sus acreedores, pero no contra los acreedores de un fideicomitente.
- Testamentos y planificación patrimonial: Los fideicomisos aparecen con frecuencia en los testamentos (de hecho, técnicamente, la administración de la herencia de todo difunto es una forma de fideicomiso). Los testamentos convencionales suelen dejar los bienes al cónyuge del fallecido (si lo hubiera) y luego a los hijos a partes iguales. Si los hijos son menores de 18 años, o menores de alguna otra edad mencionada en el testamento (21 y 25 años son comunes), debe crearse un fideicomiso hasta que se alcance la "edad de contingencia". El albacea testamentario es (normalmente) el fideicomisario, y los hijos son los beneficiarios. El fiduciario tendrá poderes para asistir a los beneficiarios durante su minoría de edad.[4]
- Organizaciones benéficas: En algunas jurisdicciones de derecho consuetudinario, todas las organizaciones benéficas deben adoptar la forma de fideicomisos. En otras, las corporations también pueden ser organizaciones benéficas. En la mayoría de las jurisdicciones, las organizaciones benéficas están estrictamente reguladas para el beneficio público (en Inglaterra, por ejemplo, por la Charity Commission).
- Unit trusts: El trust ha demostrado ser un concepto tan flexible que ha demostrado ser capaz de funcionar como vehículo de inversión: el unit trust.
- Planes de pensiones: suelen constituirse en forma de fideicomiso, con el empleador como fideicomitente y los empleados y las personas a su cargo como beneficiarios.
- Fideicomisos de remuneración: en beneficio de directores y empleados de empresas o de sus familias o dependientes. Esta forma de fideicomiso fue desarrollada por Paul Baxendale-Walker y desde entonces se ha generalizado su uso.[5]
- Estructuras empresariales: Los acuerdos empresariales complejos, con mayor frecuencia en los sectores de las finanzas y los seguros, a veces utilizan fideicomisos entre varias otras entidades (por ejemplo, corporaciones) en su estructura.
- Protección de activos: Los fideicomisos pueden permitir a los beneficiarios proteger los activos de los acreedores, ya que el fideicomiso puede ser bankruptcy remote. Por ejemplo, un fideicomiso discrecional, del que el fideicomitente puede ser el protector y un beneficiario, pero no el fideicomisario ni el único beneficiario. En un acuerdo de este tipo, el fideicomitente puede estar en posición de beneficiarse de los activos del fideicomiso, sin ser su propietario, y por lo tanto, en teoría, protegido de los acreedores. Además, el fideicomiso puede intentar preservar el anonimato con un nombre completamente ajeno (por ejemplo, "The Teddy Bear Trust"). Estas estrategias son ética y legalmente controvertidas.
- Planificación fiscal: Las consecuencias fiscales de hacer algo utilizando un fideicomiso suelen ser diferentes de las consecuencias fiscales de lograr el mismo efecto por otra vía (si, de hecho, fuera posible hacerlo). En muchos casos, las consecuencias fiscales de utilizar el fideicomiso son mejores que la alternativa, por lo que los fideicomisos se utilizan con frecuencia para la elusión fiscal legal.
- Copropiedad: La propiedad de bienes por más de una persona se facilita mediante un fideicomiso. En particular, la propiedad de una vivienda conyugal se efectúa comúnmente mediante un fideicomiso en el que ambos cónyuges son beneficiarios y uno, o ambos, poseen el título legal como fideicomisario.
- Derecho de la construcción: En Canadá[6] y los importes adeudados por los empresarios a los contratistas o por los contratistas a los subcontratistas en los proyectos de construcción deben, por ley, mantenerse en fideicomiso. En caso de insolvencia del contratista, esto hace que sea mucho más probable que los subcontratistas reciban el pago por el trabajo realizado.
- Retención legal - Los abogados de ciertos países suelen exigir que se pague una retención legal por adelantado y que se mantenga en fideicomiso hasta el momento en que se realice el trabajo legal y se facture al cliente, esto sirve como garantía mínima de remuneración en caso de que el cliente se declare insolvente.[7] Sin embargo, se aplican estrictos códigos éticos legales al uso de fideicomisos de retención legal.[8]

## Terminación del fideicomiso
Una considera la realización de sus objetivos al vencimiento del plazo o al cumplirse la condición según el contrato. La otra enfrenta la disolución anticipada por obra de las circunstancias, lo cual puede significar la frustración de dichos objetivos.
Producido el hecho que configuraba la condición, trascurrido el tiempo previsto, el fideicomiso ha servido a los propósitos de las partes y debe entrar en liquidación.     
- Liquidación del fideicomiso: consistirá en realizar aquellos bienes que cubran los desembolsos previstos del modo más ventajoso posible.
- Entrega de los bienes: conforme al contrato de fideicomiso, después de transcurrido cierto tiempo o cumplida una condición, el titular del dominio fiduciario ha de "entregar la cosa a quien corresponda".